# Berno Zeißler
Berno Zeißler (* 21. Juli 1907 in Lichtenstein/Sa.; † 11. Oktober 1997 in Frankenthal) war ein deutscher Jurist und Politiker.

## Leben
Als Sohn eines Papiermühlenbesitzers geboren, studierte Zeißler nach dem Besuch des Realgymnasiums in Radebeul Rechts- und Staatswissenschaften in Freiburg im Breisgau, Berlin, Genf und Leipzig. Während seines Studiums wurde er 1927 Mitglied der Burschenschaft Neogermania Berlin und 1929 der Burschenschaft Suevia Leipzig. Nach seinen Examen 1931 und 1935 war er von 1935 bis 1940 als Anwalts- und Notarvertreter sowie Anwaltsassessor in verschiedenen Städten tätig, dann bis 1942 als Assessor in Wurzen. Danach war er bis 1945 Städtischer Rechtsrat in Wurzen. Nach dem Zweiten Weltkrieg war er als selbstständiger Rechtsberater tätig, floh 1947 nach Westdeutschland und war dann bis 1949 als kaufmännischer Angestellter in einer Schuhfabrik in Thaleischweiler tätig. Nach weiteren Stationen kam er 1951 als Städtischer Rechtsrat zur Stadtverwaltung Frankenthal, wurde 1952 auf Lebenszeit verbeamtet, jedoch 1956 auf eigenen Wunsch hin entlassen. 1957 wurde er Bürgermeister, von 1964 bis 1972 als Nachfolger Jürgen Hahns Oberbürgermeister von Frankenthal.

## Ehrungen
- 1972: Bürgerplakette der Stadt Frankenthal